# Хохлов, Василий Данилович
 Васи́лий Дани́лович Хохло́в (12 января 1902, ст. Лабинская,  Кубанская область, Российская империя — после 1946 года, СССР) — советский военачальник, полковник (1939).

## Биография
Родился 12 января 1902 года  в  станице Лабинская, ныне город Лабинск в Краснодарском крае, Россия. Русский.

## Военная служба

### Гражданская война
2 июня 1920 года был призван в РККА и зачислен красноармейцем в 6-й Казанский запасной стрелковый полк в городе Казань. В июле того же года был командирован на учебу на 1-е Казанские командные пехотно-пулеметные курсы. С сентября в составе 1-й восточной бригады курсантов ОККА воевал на Кавказском фронте. Член ВКП(б) с 1920 года. С февраля 1921 года продолжил обучение на 10-х Бакинских пехотно-пулеметных командных курсах. Будучи курсантом, в феврале — марте 1921 года принимал участие в Тифлисской операции, в свержении правительства Грузинской демократической республики и установлении советской власти в Грузии, затем вновь учился на курсах.

### Межвоенные годы
В апреле 1921 года окончил курсы и был назначен помощником командира взвода 10-го Кавказского стрелкового полка 14-й стрелковой бригады им. А. К. Степина ОККА. В январе 1923 года переведен в 5-й Кавказском стрелковый полк 2-й Кавказской стрелковой дивизии им. А. К. Степина этой армии и прослужил в нем более семи лет, занимал должности старшины роты, командира взвода, врид командира роты, заведующего оружием полка, командира и политрука роты, врид командира батальона, врид начальника штаба полка, помощника начальника штаба полка.
В апреле 1930 года был командирован на учебу в Военную академию РККА им. М. В. Фрунзе, после ее окончания в мае 1933 году назначен начальником 1-й части штаба 82-й стрелковой дивизии УрВО в городе Пермь. 16 августа 1936 года,  за выдающиеся успехи в боевой, политической и технической подготовке соединений, частей и подразделений Рабоче-Крестьянской Красной Армии был награжден орденом Красной Звезды. С июля 1937 года и. д. начальника штаба 71-й стрелковой дивизии СибВО в городе Кемерово, с августа 1939 года — начальника штаба 52-го стрелкового корпуса этого же округа в городе Красноярск. В период с января по август 1940 года временно командовал этим корпусом. В марте 1941 года он был назначен командиром 225-й стрелковой дивизии СибВО в г. Кемерово. В период с 10 по 15 мая 1941 года дивизия была передислоцирована в ХВО в город Нежин.

### Великая Отечественная война
В начале войны 225-я стрелковая дивизия к 1 июля 1941 года была расформирована, а полковник  Хохлов зачислен в распоряжение Управления кадров РККА с прикомандированием к курсам «Выстрел». В том же месяце он был назначен и. д. командира 10-й стрелковой дивизии народного ополчения Калининского района Москвы. Затем с августа командовал 260-й стрелковой дивизией, которая входила в состав 50-й армии Брянского фронта и действовала на брянско-калужском направлении. В ходе Орловско-Брянской оборонительной операции в начале октября 1941 года дивизия под командованием Хохлова в составе армии и фронта попала в окружение. Лишь во второй половине октября ее части сумели выйти к своим войскам. В ноябре после понесенных потерь дивизия была расформирована, а полковник  Хохлов в декабре был назначен командиром 290-й стрелковой дивизии. В этой должности отлично показал себя в боях под Тулой, дивизия «показала образцы настойчивости, упорства и героизма, отличилась в наступательных операциях на калужском направлении». 8 января 1942 года за боевые отличия в этих боях  комдив Хохлов был представлен командующим 50-й армии генерал-лейтенантом И. В. Болдиным  к награждению орденом Красного Знамени, однако награжден им не был, так как приказом по войскам Западного фронта № 0252 от 5 марта 1942 года подписанным генералом армии Г. К. Жуковым  был отстранен от командования дивизией «за невыполнение боевого приказа с преданием суду военного трибунала» и до мая находился в распоряжении Военного совета 50-й армии. После разбирательства он был назначен командиром 173-й стрелковой дивизии Западного фронта. Летом 1942 года дивизия находилась во втором эшелоне 50-й, затем с июля — 10-й армий, пополнялась личным составом и вооружением. В августе она была переброшена на Сталинградский фронт. С 5 сентября ее части вели оборонительные бои северо-западнее в составе сначала 24-й, затем 1-й гвардейской армий. В период 18-23 сентября они вели тяжелые наступательные бои в районе Котлубань, в ходе которых удалось лишь взломать оборону противника и продвинуться в глубь его обороны на 4 км. Всего за время боев в сентябре — октябре 1942 года дивизия понесла большие потери, только число убитых составило 1435 человек. По решению командования Донского фронта в ноябре дивизия была пополнена личным составом за счет расформированных 292-й и 221-й стрелковых дивизий, а командир дивизии полковник  Хохлов отстранен от должности и зачислен в распоряжение Военного совета 66-й армии.
6 декабря 1942 года полковник  Хохлов был допущен к и. д. командира 277-й стрелковой дивизии. В составе 21-й армии Донского фронта участвовал  в наступательной операции по окружению и разгрому сталинградской группировки противника (дивизия действовала в районе хутора Песковатка). Приказом по войскам Донского фронта № 036 от 10.01.1943 г. полковник  Хохлов был освобожден от должности «по несоответствию» и назначен заместителем командира 51-й гвардейской стрелковой дивизии, которая участвовала в операции «Кольцо» по окончательному разгрому окруженной под Сталинградом группировки противника.
В конце марта 1943 года  назначен начальником курсов младших лейтенантов Центрального (с 20 октября 1943 г. — Белорусского) фронта. В январе 1944 года отстранен от должности и зачислен в распоряжение Военного совета фронта, с марта того же года и. д. заместителя командира 330-й стрелковой дивизии.
В июне 1944 года полковник  Хохлов был назначен начальником штаба 70-го стрелкового корпуса 2-го Белорусского фронта. В период наступательных боев корпуса с 23 июня 1944 года начштаба Хохлов четко организовал работу штаба корпуса. В сложной обстановке боя при преследовании отступающего противника правильно организуя бой, обеспечил оперативное руководство наступающими соединениями и давал правильную информацию вышестоящим штабам и соединениям. Благодаря четкой работе штаба, корпус прошёл с боями более 500 километров с форсированием до 10 водных преград: Проня, Днепр и др. освободив при этом сотни населенных пунктов, среди которых важный  опорный пункт противника на реке Днепр город Могилев, захватил многочисленные трофеи и нанес большой урон в живой силе и технике противника. За умелое руководство штабами и успешную  организацию боя полковник  Хохлов  был награжден орденом Кутузова II степени.
В ходе Белостокской наступательной операции 27 июля 1944 года отстранен от должности начальника штаба 70-го стрелкового корпуса и зачислен в распоряжение Военного совета фронта. Затем  назначен начальником штаба 86-й Тартуской стрелковой дивизии и в этой должности находился до конца войны. Дивизия входила в состав 116-го стрелкового корпуса 2-й ударной армии 2-го Белорусского фронта и участвовала в Млавско-Эльбингской, Восточно-Померанской и Берлинской наступательных операциях. В ходе этих операций   полковник Хохлов руководя штабом дивизии отличился  при прорыве дивизией оборонительной полосы у города Пултуск, окружении и взятии города Эльбинг, так же в боях на подступах к городу Гданьск. За образцовое выполнение поставленных задач и умелое управление боем начштаба Хахлов был награжден орденом Отечественной войны I степени.

### Послевоенное время
После войны полковник  Хохлов продолжал служить на должности начальника штаба 86-й Тартуской стрелковой дивизии в 48-й и 3-й	ударной армиях ГСОВГ, с февраля 1946 года — в составе ХВО. С июня 1946 года находился в резерве Военного совета КВО (в связи с организационными мероприятиями). 29 июля того же года уволен в запас.

## Награды
- орден Ленина (06.11.1945)[6][7]
- два ордена Красного Знамени (в.т.ч. 03.11.1944[7][8])
- орден Кутузова II степени  (21.07.1944)[9]
- орден Отечественной войны I степени  (28.05.1945)[5]
- орден Красной Звезды  (16.08.1936)[10].

медали в том числе:
- - «XX лет Рабоче-Крестьянской Красной Армии» (1938)[9]
  - «За оборону Москвы» (1944)
  - «За оборону Сталинграда» (1943)[11]
  - «За победу над Германией в Великой Отечественной войне 1941—1945 гг.» (16.08.1945)[12]
  - «За взятие Кёнигсберга» (1945)